# Tatari
Tatari so turško ljudstvo, ki živi v Ruski federaciji, v Povolžju (avtonomni republiki Tatarstan, Baškortostan in sosednja območja) ter v Sibiriji. So drugi najštevilnejši narod Ruske federacije. Večje skupine Tatarov živijo tudi v Uzbekistanu, Kazahstanu in Ukrajini. Govorijo tatarščino, ki spada med turške jezike.
Tatari so ime prevzeli od mongolskih zavojevalcev, ki so v 13. stoletju vdrli v današnjo Rusijo ter se pomešali s povolškimi Prabolgari ter drugimi turškimi in ugrofinskimi ljudstvi. V antropološkem smislu danes združujejo elemente evropske in mongolske rase.